# Península de Tres Montes
La Península de Tres Montes es una proyección suroeste de la Península de Taitao que se conecta al Chile continental por el estrecho Istmo de Ofqui. La península está situada en la XI región Aysén del General Carlos Ibáñez del Campo, cerca de la triple unión geológica de las placas de Nazca, Antártica y Sudamericana.
- Datos: Q2367837